# Dziechcinka (dzielnica)
Dziechcinka – dawniej osiedle, obecnie dzielnica Wisły w Beskidzie Śląskim o charakterze wczasowym. Leży w dolnej części doliny potoku Dziechcinka i u jej wylotu do doliny Wisły, w granicach jednostki pomocniczej miasta – osiedla nr 1 Centrum.
W dolinie szereg mniejszych domów wypoczynkowych i pensjonatów, których wznoszenie rozpoczęto tu już w latach międzywojennych. U wylotu doliny Dziechcinki, na tzw. „Oazie” (od nazwy funkcjonującej tu od lat międzywojennych restauracji) główny węzeł drogowy w Wiśle. Droga z Ustronia rozdziela się tu na dwie odnogi: w górę doliny Wisły biegnie droga do Wisły Malinki i dalej przez Przełęcz Salmopolską do Szczyrku, natomiast w górę potoku Kopydło - droga przez przełęcz Kubalonkę do Istebnej. Ponadto znajduje się tu kościół zboru baptystycznego.
Przystanek komunikacji autobusowej w górę doliny Dziechcinki (do Jurzykowa), do Wisły Głębiec i Łabajowa, a także w kierunku Istebnej, Jaworzynki i Koniakowa. Stacja benzynowa. Sklepy, punkty gastronomiczne, apteka. W dniu 3 września 1933 roku został otwarty górski szlak kolejowy do Wisły. W miejscowości zlokalizowano przystanek kolejowy. Za przystankiem znajduje się żelbetowy wiadukt łukowy nad doliną Dziechcinki. Wykonany został według projektu inż. St. Saskiego i T. Mejera w latach 1931-1933 przez firmę Ksawerego Goryanowicza. Wiadukt budowano pod nadzorem fachowca z dziedziny konstrukcji żelbetonowych Jana Gustawa Grycza. Budowa prowadzona była przez kierownika robót inżyniera Karola Grelowskiego.
U wylotu doliny Dziechcinki punkt wyjściowy szlaków:  żółtego doliną Dziechcinki i  niebieskiego przez Kobylą na Stożek.